# Something for Everybody
Something for Everybody es el decimotercer álbum de estudio del músico y cantante estadounidense Elvis Presley, publicado por la compañía discográfica RCA Victor en junio de 1961. Las sesiones de grabación tuvieron lugar los días 8 de noviembre de 1960 en los Radio Recorders de Hollywood y el 12 de marzo de 1961 en el RCA Studio B de Nashville, Tennessee. Alcanzó el primer puesto en la lista estadounidense Billboard 200 y fue certificado como disco de oro por la RIAA en 1999.

## Contenido
Después de ser licenciado de la Armada de los Estados Unidos en marzo de 1960, las dudas sobre la capacidad de Presley para recuperar el impulso de su carrera quedaron enterradas. Durante ese año, sus tres sencillos encabezaron la lista de éxitos, y su primer álbum, Elvis Is Back!, llegó al puesto dos en la lista Billboard 200. Además, su película G.I. Blues obtuvo un gran éxito, al igual que su banda sonora, que llegó al primer puesto en la lista de álbumes.
Para Something for Everybody, Presley entró en el estudio B de RCA en Nashville y grabó once temas en una sesión de doce horas, además del sencillo "I Feel So Bad". El sencillo fue inicialmente programado como duodécimo tema del álbum, pero Presley lo escogió para acompañar al tema que dio título a la película Wild in the Country como el sencillo promocional del largometraje. Otro tema que apareció en la película pero no fue publicado en un disco, "I Slipped, I Stumbled, I Fell", se convirtió en el último tema del álbum.
En 1999, RCA reeditó Something for Everybody en disco compacto con seis temas extra, cuatro sencillos y dos caras B grabados a lo largo de un año y publicados entre 1961 y 1962. 

## Lista de canciones
| Cara A |                     |                                  |          |  |
| N.º    | Título              | Escritor(es)                     | Duración |  |
| 1.     | «There's Always Me» | Don Robertson                    | 2:16     |  |
| 2.     | «Give Me the Right» | Fred Wise, Norman Blagman        | 2:32     |  |
| 3.     | «It's a Sin»        | Fred Rose, Zeb Turner            | 2:39     |  |
| 4.     | «Sentimental Me»    | James T. Morehead, James Cassin  | 2:31     |  |
| 5.     | «Starting Today»    | Don Robertson                    | 2:03     |  |
| 6.     | «Gently»            | Murray Wisell and Edward Lisbona | 2:15     |  |

| Cara B |                                 |                                       |          |  |
| N.º    | Título                          | Escritor(es)                          | Duración |  |
| 1.     | «I'm Comin' Home»               | Charlie Rich                          | 2:20     |  |
| 2.     | «In Your Arms»                  | Aaron Schroeder, Wally Gold           | 1:50     |  |
| 3.     | «Put the Blame On Me»           | Fred Wise, Kay Twomey, Norman Blagman | 1:57     |  |
| 4.     | «Judy»                          | Teddy Redell                          | 2:10     |  |
| 5.     | «I Want You With Me»            | Woody Harris                          | 2:13     |  |
| 6.     | «I Slipped, I Stumbled, I Fell» | Fred Wise, Ben Weisman                | 1:35     |  |

## Personal
| 12–13 de marzo de 1961 - Elvis Presley: guitarra y voz - Millie Kirkham: coros - The Jordanaires: coros - Boots Randolph: saxofón - Scotty Moore: guitarra eléctrica - Hank Garland: guitarra eléctrica - Floyd Cramer: piano - Bob Moore: contrabajo - D.J. Fontana: batería - Buddy Harman: batería | 8 de noviembre de 1960 - Elvis Presley: guitarra y voz - The Jordanaires: coros - Scotty Moore: guitarra eléctrica - Dudley Brooks: piano - Meyer Rubin: contrabajo - D.J. Fontana: batería |

## Posición en listas
| País           | Lista                | Posición |
| -------------- | -------------------- | -------- |
| Estados Unidos | Billboard Pop Albums | 1        |
| Reino Unido    | UK Albums Chart      | 1        |